# Night Song
Night song is een studioalbum van Ketil Bjørnstad en Svante Henryson. Het idee voor dit album ontstonden al tijdens de opnamen van The light. De producer Manfred Eicher kwam met het basisidee, gewoon tijdens een kopje koffie. Hij zag wel wat in een samenwerking (op plaat) van de pianist Bjørnstad en de cellist Henryson. Zij hadden in 2005 samen gespeeld tijdens een festival in Bath. In januari 2009 zaten de drie heren onder leiding van geluidstechnicus Jan Erik Kongshaug in de Rainbow Studio te Oslo. De muziek vloeide soms eenvoudig uit de handen, op andere momenten moest Eicher als een soort dirigent optreden om alles in goede banen te leiden.
De muziek is een kruising tussen jazz en klassieke muziek. Zowel pianist als cellist zijn fan van Franz Schubert en de muziek moet dan ook in die richting gezocht worden. Ookm houden beide musici heren geen scheidslijn in hun muziek. Bjørnstad speelt zowel klassiek als jazz en hetzelfde doet Henryson (met onder meer Roland Pöntinen, maar ook Nils Petter Molvær). Eenvoudige melodielijnen waarbij dan weer de piano dan weer de cello de belangrijkste stem heeft.  

## Musici
- Ketil Bjørnstad – piano
- Svante Henryson – cello

## Muziek
Alle muziek van Bjørnstad, behalve waar aangegeven:

| Nr. | Titel                        | Duur |
| --- | ---------------------------- | ---- |
| 1.  | Night song (Evening version) | 4:28 |
| 2.  | Visitor                      | 5:05 |
| 3.  | Fall (Henryson)              | 3:26 |
| 4.  | Edge                         | 5:37 |
| 5.  | Reticence (Henryson)         | 5:40 |
| 6.  | Schubert said                | 4:31 |
| 7.  | Adoro                        | 6:21 |
| 8.  | Share                        | 4:20 |
| 9.  | Melting ice (Henryson)       | 3:22 |
| 10. | Serene                       | 5:57 |
| 11. | The other                    | 4:05 |
| 12. | Own                          | 3:09 |
| 13. | Sheen                        | 5:41 |
| 14. | Chain                        | 6:15 |
| 15. | Tar (Henryson)               | 2:57 |
| 16. | Night song (Morning version) | 5:00 |